# Ganso de Toulouse

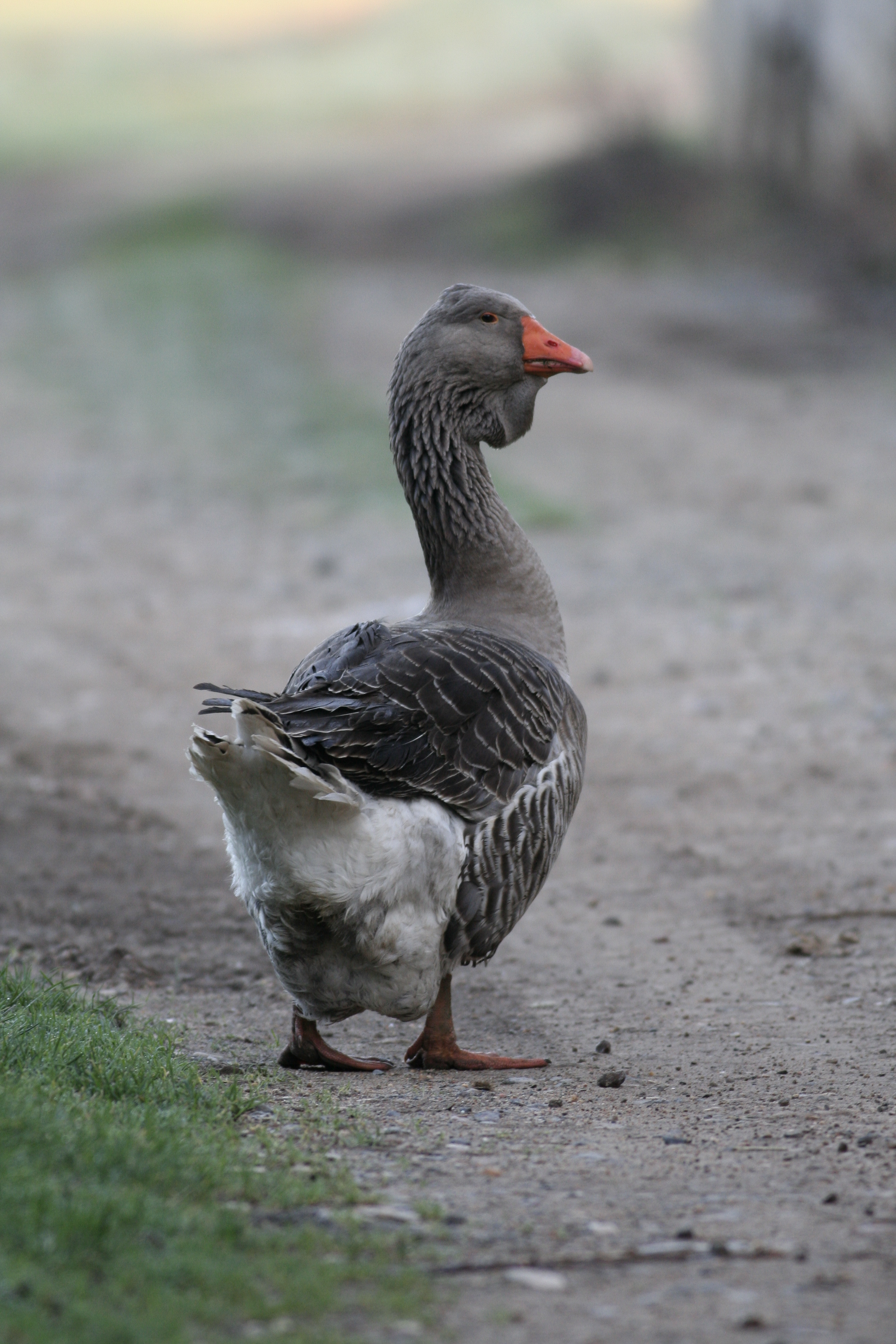
Tipo com barbela

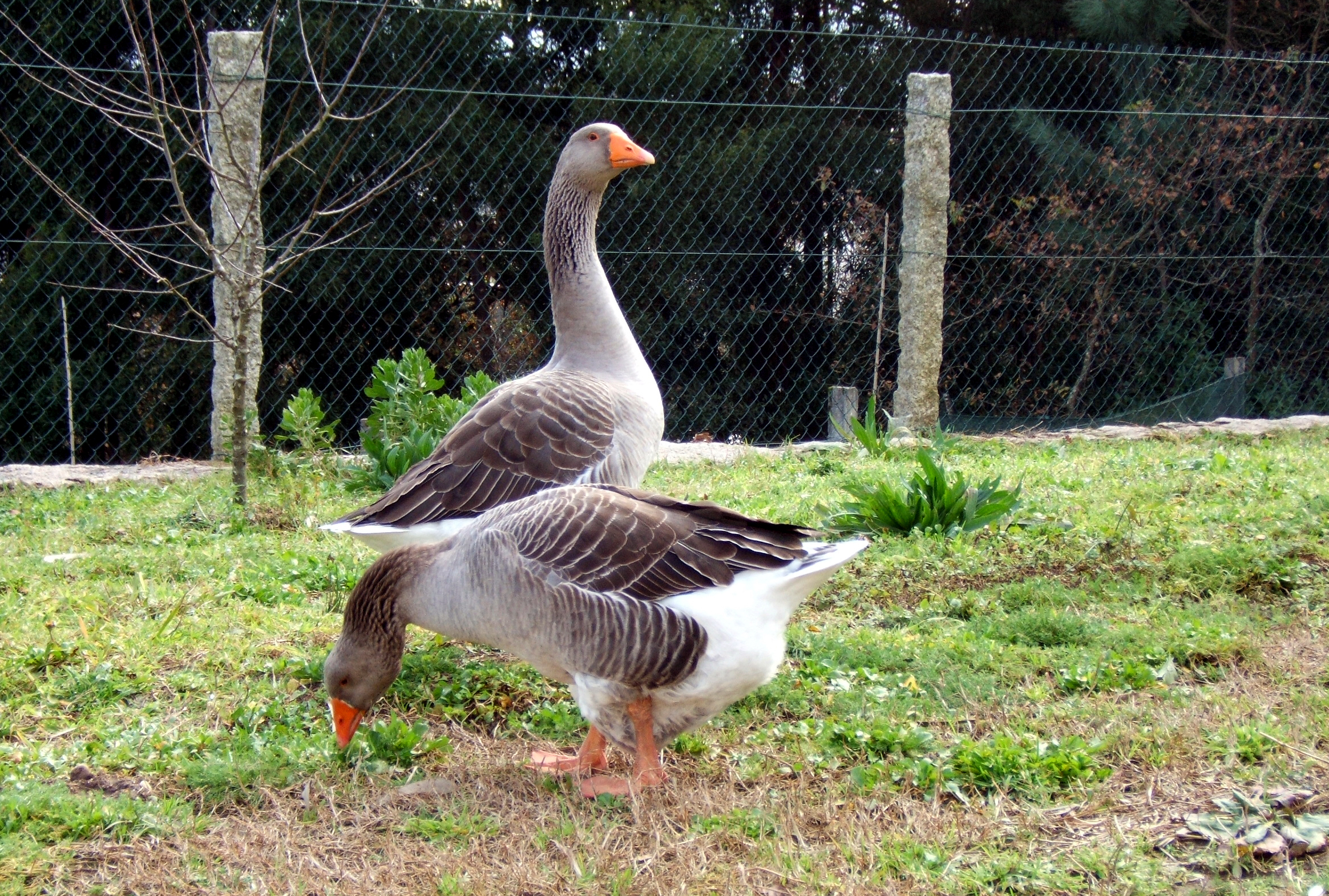
Tipo sem barbela

Toulouse é uma raça francesa de ganso doméstico, originada da área de Toulouse, no sudoeste da França. Existem dois tipos: um tipo pesado e com barbela, o Oie de Toulouse à bavette; e um tipo ligeiramente mais leve e sem barbela, o Oie de Toulouse sans bavette. Ambos os tipos são grandes, com pesos de até 9 kg.

## História
A história de Toulouse é longa, remontando pelo menos a 1555. Foi criado para carne e para fazer foie gras.

## Características
O Toulouse geralmente tem uma disposição plácida. Na França, os pesos geralmente variam de 7 a 9 kg. O padrão britânico exige um peso médio de cerca de 10 kg para fêmea e quase 13 kg para macho.

## Uso
A linhagem de produção do ganso Toulouse foi criada para crescer rapidamente, ganhando peso rapidamente quando há abundância de comida e não há espaço para exercícios. Pode ser criado por sua carne, gordura ou foie gras. Os gansos do tipo sem barbela põem de 25 a 40 ovos brancos extragrandes por ano, enquanto os gansos do tipo com barbela põem de 20 a 35. Esses gansos também podem ser uma fonte de penas.